# Verbose
Der Verbose-Modus (von englisch verbose ‚wortreich‘, ‚weitschweifig‘) ist ein Ausführungsmodus von Computerprogrammen. In der Regel betrifft dieser Modus Programme, die von einer Kommandozeile aus aufgerufen werden. Wird er gewählt, dokumentiert das Programm interne Vorgänge ausführlich durch Ausgaben von Status- bzw. Fehlermeldungen auf einem Ausgabegerät, zum Beispiel dem Monitor. Ein Einsatzzweck ist die Fehlersuche.
Viele Kommandozeilenprogramme, wie sie bei Unix bzw. Unix-artigen Betriebssystemen wie beispielsweise Linux häufig verwendet werden, kann man durch Angabe des Verbose-Parameters (meistens in der Form -v oder --verbose) dazu bringen, alles was sie tun, auch anzuzeigen.
Das Auffinden von Fehlern wird dadurch erleichtert. Teilweise lässt sich die Ausführlichkeit der Informationen stufenweise staffeln, indem das v wiederholt wird: Mit -vvv zeigt ein entsprechendes Programm sehr viel mehr Informationen.

## Beispiele
Der Verboseparameter findet sich u. a. bei den Befehlen:
- tar – Dateien und Verzeichnisse archivieren
- chmod – Dateirechte verändern
- mkdir – Verzeichnis erstellen
- mv – Dateien verschieben oder umbenennen
- cp – Dateien kopieren
- rm – Dateien löschen
- cat – Dateiinhalte ausgeben, bei verbose mit den Steuerzeichen

Es gibt auch das Gegenteil von verbose: non verbose, was mit „wortkarg“ übersetzt werden kann. Beispielsweise bei dem Programm wget, mit dem Dateien oder ganze Webseiten heruntergeladen werden. Weiterhin gibt es einen ausgabelosen Modus quiet, also „still“, häufig mit -q aktivierbar.
In der Form -v taucht verbose auch im Usenet häufig auf, um eine nähere Erläuterung zu erhalten.